# Zorzino
Zorzino (Zorzì in dialetto bergamasco) è, assieme a Gargarino, una delle due frazioni del comune bergamasco di Riva di Solto.

## Storia
La località è un piccolo villaggio agricolo di antica origine, da sempre costituito in parrocchia e creato in comune dal governo veneto per distacco da Riva di Solto nel 1742.
Zorzino fu riportata a frazione di Riva di Solto su ordine di Napoleone, ma gli austriaci annullarono la decisione al loro arrivo nel 1815 con il Regno Lombardo-Veneto.
Dopo l'unità d'Italia il paese crebbe da meno a più di trecento abitanti. Fu il fascismo a decidere la soppressione del comune riunendolo a Riva di Solto.

## Monumenti e luoghi d'interesse
La memoria del periodo medievale si conserva nel paese grazie alla presenza di numerosi edifici risalenti a quel periodo:  posto su un'altura, si può trovare un castello e, dislocate sul territorio, anche cinque torri, di cui una accanto alla parrocchiale ed altre tre nel centro storico, nonché alcuni resti di una fortificazione che cingeva il paese.
La chiesa di Santa Croce è stata ricostruita nel tra il 1920 e il 1924 su progetto dell'architetto Giovanni Muzio, per rimpiazzare la vecchia chiesa parrocchiale.
Presso Zorzino, sulla riva del lago, una tappa d'obbligo merita l'orrido del Bogn. Vi si giunge a piedi, partendo da Riva di Solto e procedendo lungo la strada rivierasca in direzione di Lovere (circa 10 minuti a piedi). Il Bogn costituisce una delle sorprese naturalistiche di maggiore valore del Sebino. Proseguendo dal Bogn in auto verso il paese di Castro e la cittadina di Lovere, il percorso interamente scavato nella roccia e a picco sulle acque offre scorci e paesaggi di particolare emozione.

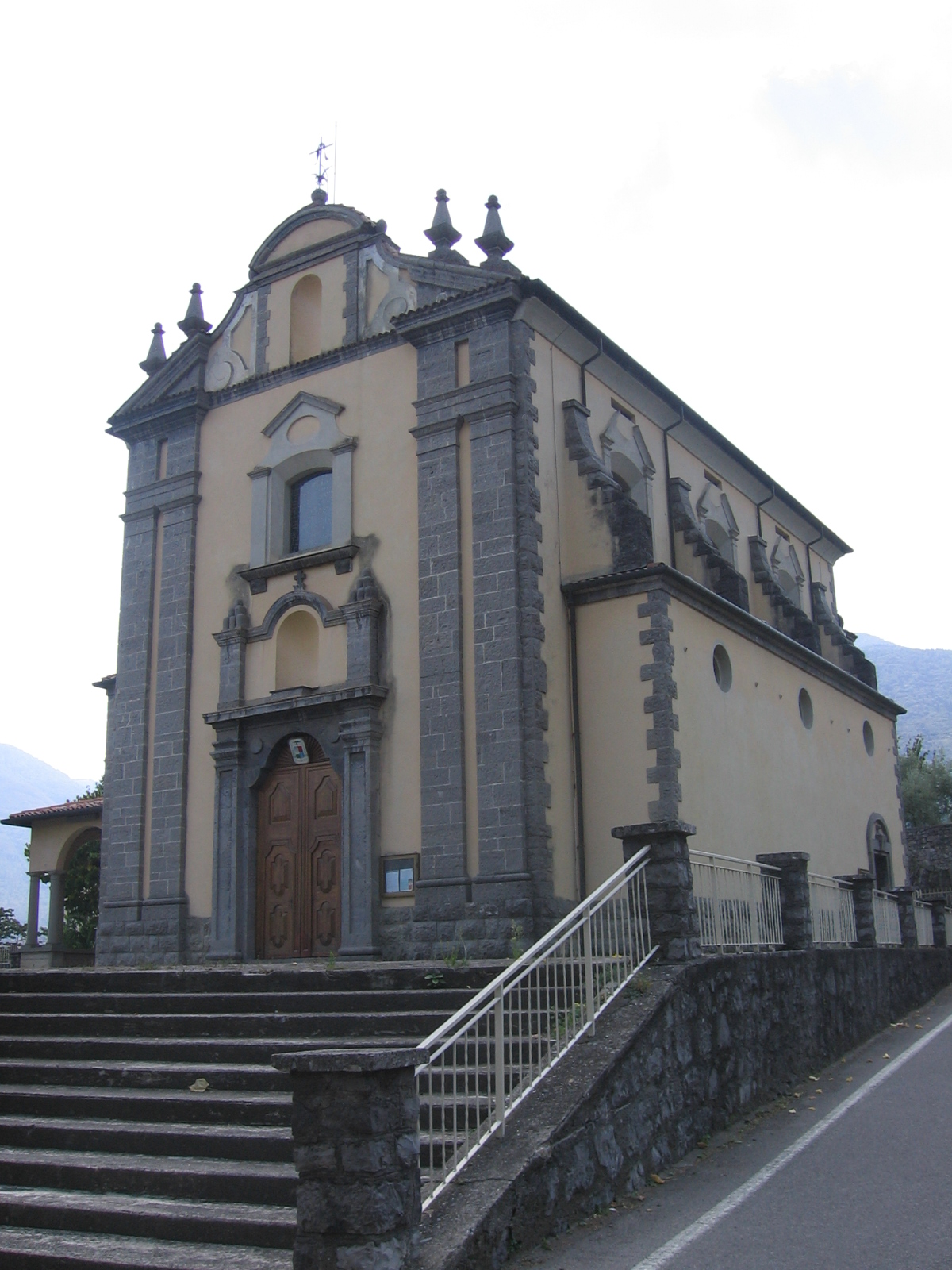
Parrocchiale di Zorzino, di Giovanni Muzio
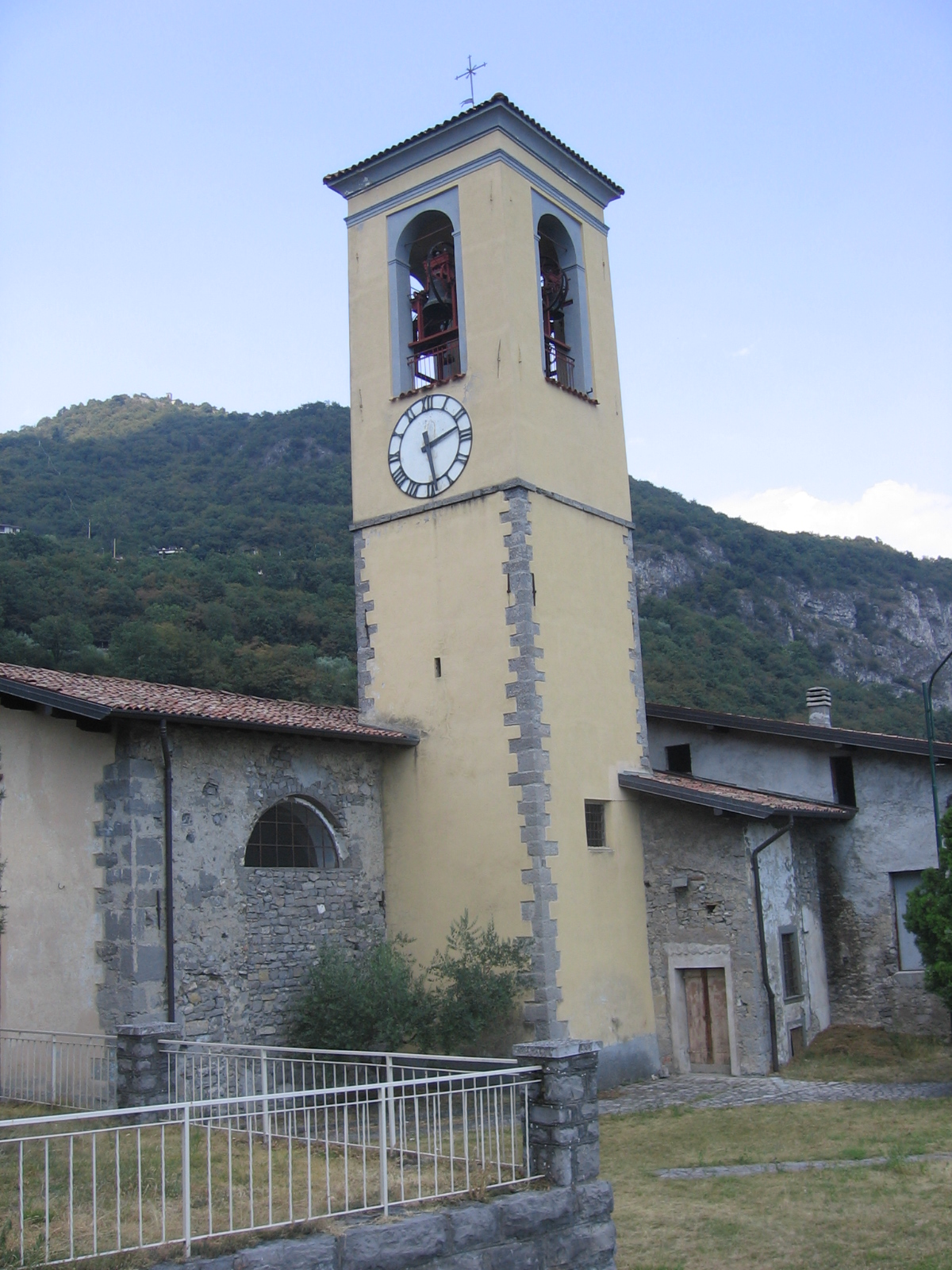
Chiesetta di Zorzino
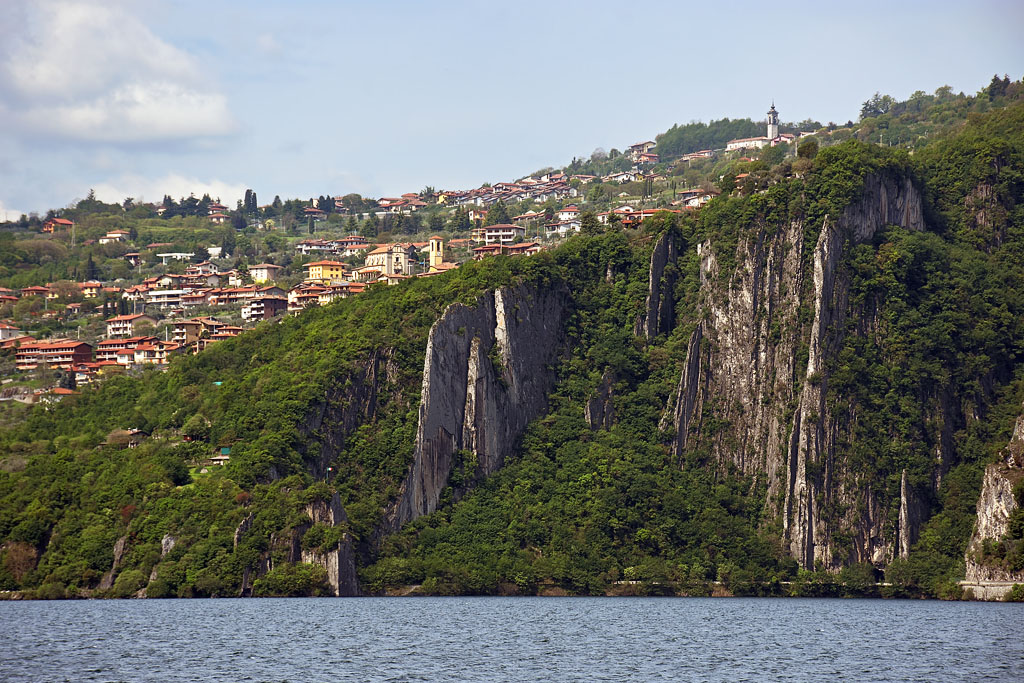
Il Bogn